# William L. Rowe
William Leonard Rowe (26 de julho de 1931 – 22 de agosto de 2015) foi um professor emérito de filosofia na Purdue University, onde especializou-se em Filosofia da Religião. Seu trabalho teve um papel de liderança no "renascimento notável da filosofia Analítica da religião desde os anos 1970". Ele ficou conhecido por sua formulação do argumento probabilístico (evidência) do mal.

## Biografia
William Rowe nasceu em 26 de julho de 1931. Segundo Rowe, ele se tornou um Cristão Evangélico durante sua adolescência e planejava se tornar um ministro, eventualmente, se matriculando no Instituto Bíblico de Detroit para a sua educação colegial. Ele relatou em conversa pessoal que ele ficou descontente lá durante o anúncio por uma professora de visões teológicas não detidas pela administração. Pensando que isso era muito político para ele, ele decidiu mudar de rumo e encontrar algo próximo à Teologia, ou seja, a Filosofia. Ele, então, transferiu-se para a Wayne State University. De lá, seu plano era ir para o Fuller Theological Seminary como uma alavanca para entrar no ministério, e possivelmente ensinar no ministério. Ele nunca fez isso pela Fuller. Enquanto na Wayne University, ele relatou que uma professora particular, cujo pai era um ministro, mas ela sendo ateia, teve notável influência sobre Rowe.
Após sua graduação na Wayne State, Rowe começou sua educação de pós-graduação no Seminário Teológico de Chicago (CTS). Ele informou que foi neste momento que ele começou a tomar um olhar mais crítico sobre a Bíblia, aprender sobre suas origens e conheceu teólogos que, ao contrário de si mesmo, não tinham perspectivas fundamentalistas. O resultado foi que o seu próprio fundamentalismo começou a minguar.
Ele conseguiu um Mestrado no CTS, e então passou a buscar um Ph.D. em filosofia pela Universidade de Michigan. Ele completou seu doutorado em 1962, ensinando brevemente na Universidade de Illinois e mais tarde, naquele ano, ingressou na faculdade da Purdue University.
Rowe descreveu sua conversão de Cristão Fundamentalista para, em última instância, um Ateu como um processo gradual, resultante da "falta de experiências e provas suficientes para sustentar a minha vida religiosa e minhas convicções religiosas". Ele disse que seu exame das origens da Bíblia o levou a duvidar de um ser divino na natureza, e que ele, em seguida, começou a olhar e orar por sinais da existência de Deus. "Mas no final, eu não tinha mais sentido a presença de Deus do que eu tinha antes da minha experiência [evangélica] de conversão. Então, foi a ausência de experiências religiosas apropriadas que… Me deixaram livre para explorar a sério os motivos da descrença", disse Rowe.
Em 22 de agosto, 2015, Rowe morreu com a 84 anos.

### Ateísmo Amigável
Rowe introduziu o conceito de "ateu amigável" em seu trabalho clássico sobre o argumento do mal. Um ateu amigável é uma pessoa que aceita que alguns teístas sejam justificados em acreditar em Deus, mesmo que seja o caso de que Deus não existe. Este ponto de vista foi criticado pelo filósofo ateu Michael Martin. Uma das conseqüências da simpatia filosófica de Rowe era a sua adesão ao princípio da caridade. Ele publicou em defesa dos argumentos teístas, e foi mesmo considerado um defensor do argumento cosmológico.

## Obras

### Artigos Influentes
- “The Problem of Evil and Some Varieties of Atheism.” American Philosophical Quarterly 16 (1979): 335–41. Reprinted in The Evidential Argument from Evil. Daniel Howard-Snyder, ed. Bloomington, IN: Indiana University Press, 1996.
- "The Evidential Argument from Evil: A Second Look." The Evidential Argument from Evil. Daniel Howard-Snyder, ed. Bloomington, IN: Indiana University Press, 1996.

### Livros
- The Cosmological Argument. Princeton University Press, 1975. ISBN 0-8232-1885-6.
- Philosophy of Religion: An Introduction. Wadsworth Publishing, 1978. ISBN 0-495-00725-0.
- Thomas Reid on Freedom and Morality. Cornell University Press, 1991. ISBN 0-8014-2557-3. - Can God Be Free? Oxford University Press, 2004. ISBN 0-19-920412-8.

### Sobre sua Obra
- Trakakis, Nick. The God Beyond Belief: In Defence of William Rowe's Evidential Argument from Evil. Springer, 2007. ISBN 978-1-4020-5144-9.